# Drehstromleitung Kita-Iwaki

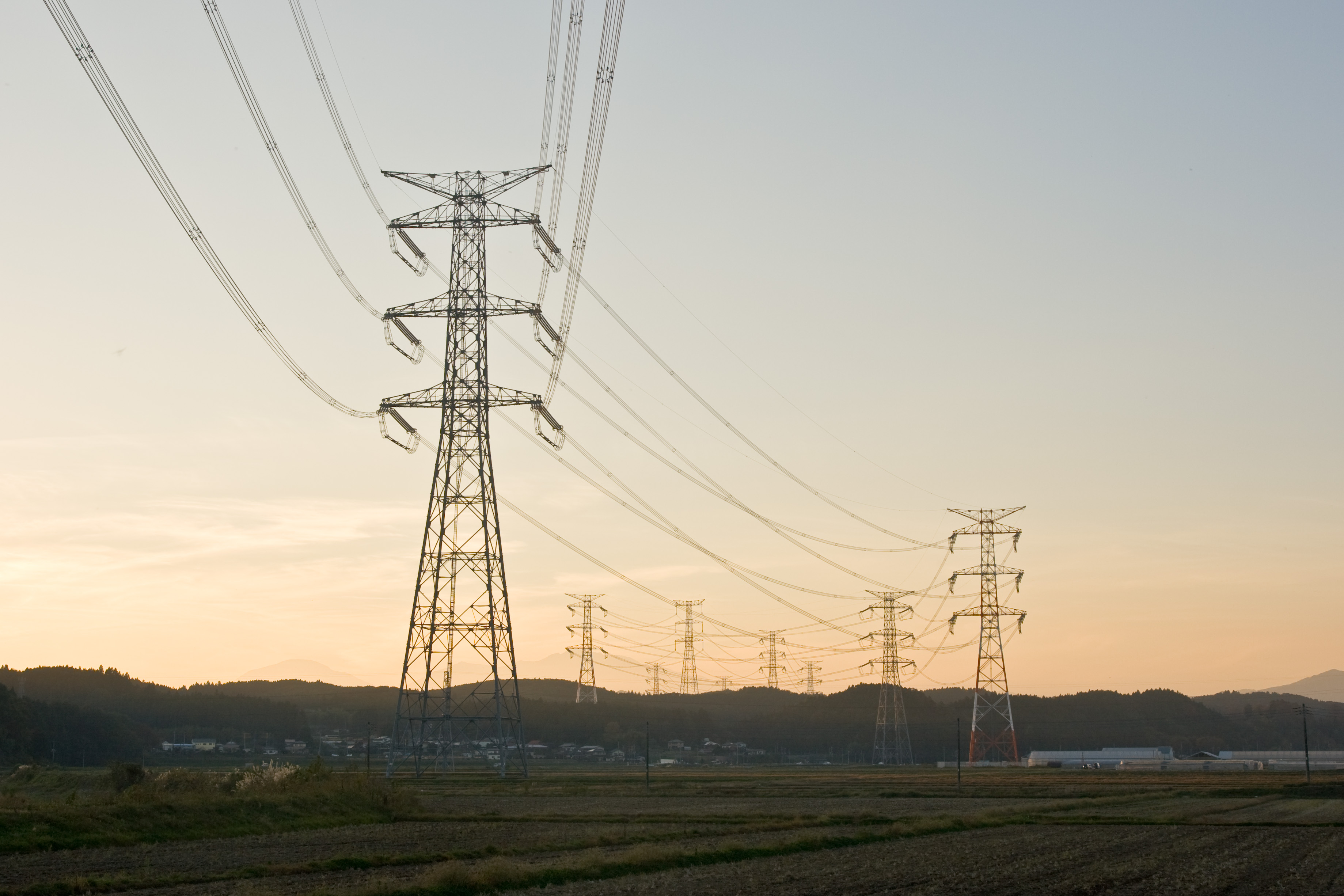
Für 1000 kV ausgelegte Leitung bei Iwaki

Die Drehstromleitung Kita-Iwaki ist eine zweikreisige Stromleitung für Dreiphasenwechselstrom in Japan. Sie wurde 1999 errichtet und verläuft vom Schaltwerk Süd-Iwaki (南いわき開閉所, Minami-Iwaki kaiheisho; 37° 22′ 53″ N, 140° 48′ 16″ O) bei Tamura zum Umspannwerk Ost-Yamanashi (東山梨変電所, Higashi-Yamanashi handensho; 35° 35′ 26″ N, 138° 47′ 59″ O) bei Ōtsuki. Die Hochspannungsleitung wird gegenwärtig mit einer elektrischen Spannung von 500 kV betrieben, kann aber in Zukunft ohne größere Umbauten auf 1,1 MV umgestellt werden.

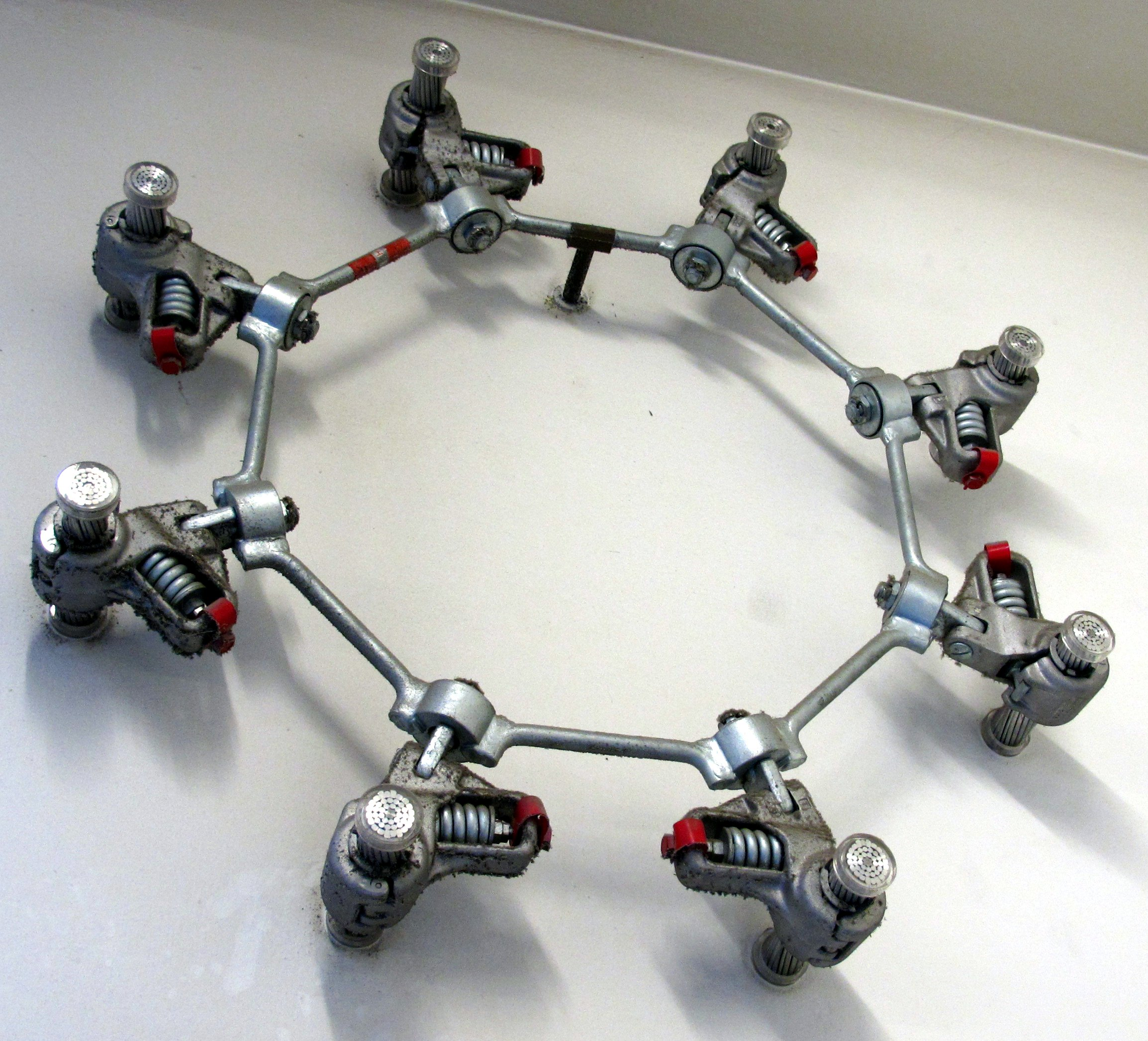
Abstandshalter mit Leiterseilen im Schnitt, Durchmesser ca. 1 m

Als Leiter kommen Bündelleiter mit je acht Einzelleitern und 31,5 Millimetern Durchmesser zum Einsatz. Die Leitung ist für einen maximalen Strom von 4 kA ausgelegt. Sie ist auf im Durchschnitt 108 Meter hohen Masten mit je drei Traversen verlegt; die Spannweiten dieser Traversen betragen 33, 32 und 31 Meter (untere, mittlere und obere).
Es gibt zwei derartige Trassen: die erste 190 km lange Trasse beginnt beim Kernkraftwerk Kashiwazaki-Kariwa und verläuft über die Hauptleitung West-Gunma (西群馬幹線, Nishi-Gunma kansen) vom Schaltwerk West-Gunma (西群馬開閉所, Nishi-Gunma kaiheisho; 36° 37′ 22″ N, 138° 48′ 6″ O) bei Nakanojō zum Umspannwerk Ost-Yamanashi. Sie wurde 1993 erbaut. Die zweite, 1999 errichtete Trasse mit einer Länge von 240 Kilometern besteht aus der Hauptleitung Ost-Gunma (東群馬幹線, Higashi-Gunma kansen) vom Umspannwerk West-Gunma zum Umspannwerk Ost-Gunma (東群馬変電所, Higashi-Gunma hendensho; 36° 34′ 46″ N, 139° 13′ 26″ O) bei Kiryū und der Hauptleitung Süd-Iwaki (南いわき幹線, Minami-Iwaki kansen) von West-Gunma zum Schaltwerk Süd-Iwaki. Dabei passiert sie auch das Schaltwerk Shin-Imaichi (新今市開閉所, Shin-Imaichi kaiheisho; 36° 42′ 46″ N, 139° 49′ 57″ O) bei Nikkō, das aber über keine Verbindung zu dieser Leitung verfügt.